# 布倫納山
75°39′S 142°25′W / 75.650°S 142.417°W
布倫納山（英語：Bruner Hill）是南極洲的山丘，位於瑪麗伯德地，處於雪莉山西南面15公里，海拔高度770米，根據美國地質調查局的測量和美國海軍的空中照片被繪入地圖。